# Fosco Becattini
Fosco Becattini (Sestri Levante, 16 marzo 1925 – Sestri Levante, 13 dicembre 2016) è stato un calciatore italiano, di ruolo difensore.
In 16 stagioni al Genoa ha totalizzato 425 presenze in maglia rossoblù ed è stato superato solo nel 2002 da Gennaro Ruotolo.

## Carriera

### Giocatore

#### Club
Cresciuto nel vivaio del Sestri Levante, verrà acquistato dal Genoa, squadra della quale diventerà bandiera collezionando il record di presenze (425) battuto poi da Gennaro Ruotolo. La sua lunga permanenza nella società genovese con la maglia numero 3 lo riporta come il perno della difesa rossoblù negli anni subito successivi alla Seconda guerra mondiale dal campionato di Serie A 1946-1947 fino alla sua ultima stagione nel campionato 1960-1961. Esordisce in Serie A il 13 gennaio 1946 in Bologna-Genoa (4-0). Nel suo ruolo di terzino, per la sua non eccelsa statura e la sua agilità era definito "palla di gomma".

#### Nazionale
Per la Nazionale italiana ha collezionato due presenze nella stagione 1948-1949. Esordisce in Nazionale il 27 marzo 1949 in Spagna-Italia (1-3).

### Allenatore
Appese le scarpe al chiodo è stato anche allenatore in Serie D nell'Albenga nelle stagioni 1966-1967 (subentrato alla 9ª giornata) e 1967-1968 (subentrato alla 13ª giornata), Sestri Levante e una stagione in Serie C con il Rapallo Ruentes.

## Statistiche

### Presenze e reti nei club
| Stagione        | Squadra         | Campionato      | Campionato | Campionato | Coppa nazionali | Coppa nazionali | Coppa nazionali | Coppe continentali | Coppe continentali | Coppe continentali | Altre coppe | Altre coppe | Altre coppe | Totale | Totale |
| Stagione        | Squadra         | Comp            | Pres       | Reti       | Comp            | Pres            | Reti            | Comp               | Pres               | Reti               | Comp        | Pres        | Reti        | Pres   | Reti   |
| --------------- | --------------- | --------------- | ---------- | ---------- | --------------- | --------------- | --------------- | ------------------ | ------------------ | ------------------ | ----------- | ----------- | ----------- | ------ | ------ |
| 1945-1946       | Genoa           | DN              | 1          | 0          |                 |                 |                 |                    |                    |                    |             |             |             |        |        |
| 1946-1947       | Genoa           | A               | 30         | 0          |                 |                 |                 |                    |                    |                    |             |             |             |        |        |
| 1947-1948       | Genoa           | A               | 30         | 0          |                 |                 |                 |                    |                    |                    |             |             |             |        |        |
| 1948-1949       | Genoa           | A               | 26         | 0          |                 |                 |                 |                    |                    |                    |             |             |             |        |        |
| 1949-1950       | Genoa           | A               | 36         | 0          |                 |                 |                 |                    |                    |                    |             |             |             |        |        |
| 1950-1951       | Genoa           | A               | 35         | 0          |                 |                 |                 |                    |                    |                    |             |             |             |        |        |
| 1951-1952       | Genoa           | B               | 37         | 0          |                 |                 |                 |                    |                    |                    |             |             |             |        |        |
| 1952-1953       | Genoa           | B               | 34         | 0          |                 |                 |                 |                    |                    |                    |             |             |             |        |        |
| 1953-1954       | Genoa           | A               | 31         | 0          |                 |                 |                 |                    |                    |                    |             |             |             |        |        |
| 1954-1955       | Genoa           | A               | 30         | 0          |                 |                 |                 |                    |                    |                    |             |             |             |        |        |
| 1955-1956       | Genoa           | A               | 23         | 0          |                 |                 |                 |                    |                    |                    |             |             |             |        |        |
| 1956-1957       | Genoa           | A               | 32         | 0          |                 |                 |                 |                    |                    |                    |             |             |             |        |        |
| 1957-1958       | Genoa           | A               | 31         | 1          |                 |                 |                 |                    |                    |                    |             |             |             |        |        |
| 1958-1959       | Genoa           | A               | 20         | 0          |                 |                 |                 |                    |                    |                    |             |             |             |        |        |
| 1959-1960       | Genoa           | A               | 14         | 0          |                 |                 |                 |                    |                    |                    |             |             |             |        |        |
| 1960-1961       | Genoa           | B               | 15         | 0          |                 |                 |                 |                    |                    |                    |             |             |             |        |        |
| Totale carriera | Totale carriera | Totale carriera | 425        | 1          |                 | ?               | ?               |                    | 0                  | 0                  |             | 0           | 0           | ?      | ?      |

### Cronologia presenze e reti in nazionale
| Cronologia completa delle presenze e delle reti in nazionale ― Italia | Cronologia completa delle presenze e delle reti in nazionale ― Italia | Cronologia completa delle presenze e delle reti in nazionale ― Italia | Cronologia completa delle presenze e delle reti in nazionale ― Italia | Cronologia completa delle presenze e delle reti in nazionale ― Italia | Cronologia completa delle presenze e delle reti in nazionale ― Italia | Cronologia completa delle presenze e delle reti in nazionale ― Italia | Cronologia completa delle presenze e delle reti in nazionale ― Italia |
| Data                                                                  | Città                                                                 | In casa                                                               | Risultato                                                             | Ospiti                                                                | Competizione                                                          | Reti                                                                  | Note                                                                  |
| --------------------------------------------------------------------- | --------------------------------------------------------------------- | --------------------------------------------------------------------- | --------------------------------------------------------------------- | --------------------------------------------------------------------- | --------------------------------------------------------------------- | --------------------------------------------------------------------- | --------------------------------------------------------------------- |
| 27-3-1949                                                             | Madrid                                                                | Spagna                                                                | 1 – 3                                                                 | Italia                                                                | Amichevole                                                            | -                                                                     |                                                                       |
| 12-6-1949                                                             | Budapest                                                              | Ungheria                                                              | 1 – 1                                                                 | Italia                                                                | Coppa Internazionale                                                  | -                                                                     |                                                                       |
| Totale                                                                |                                                                       | Presenze                                                              | 2                                                                     |                                                                       | Reti                                                                  | -                                                                     |                                                                       |

## Palmarès

### Giocatore

#### Competizioni nazionali
- Serie B: 1

Genoa: 1952-1953